# 日本放送作家協会賞
日本放送作家協会賞（にほんほうそうさっかきょうかいしょう）は、日本放送作家協会主催による、優秀なラジオ・テレビ番組や演出家、演技者などを表彰した賞で、1961年（昭和36年）の第1回から1974年（昭和49年）の第14回まで開催された。

## 受賞リスト

### 第1回（昭和36年度）
- 企画賞：「日本の素顔」（NHK）
- 演出者賞：せんぼんよしこ（NTV）
- 男性演技者賞：松村達雄
- 女性演技者賞：黒柳徹子
- スポンサー賞：東京芝浦電気株式会社、東芝商事株式会社
- TRG賞[1]：和田勉（NHK大阪）
- サンキュー賞[2]：株式会社文化放送本社総務局庶務部（本社受付窓口係全員）、館野（旧姓高木）淑子（元東京放送ラジオ受付係）

### 第2回（昭和37年度）
- 企画賞：「兼高かおる世界の旅」（TBS）
- 演出者賞（テレビ部門）：山口智也（ABC）
- 演出者賞（ラジオ部門）：大坪都築（文化放送）
- 男性演技者賞：ハナ肇とクレイジー・キャッツ
- 女性演技者賞：池内淳子
- スポンサー賞（テレビ部門）：株式会社資生堂
- スポンサー賞（ラジオ部門）：ヱスビー食品株式会社
- TRG賞：「娘と私」番組関係者（NHK）
- サンキュー賞：東京新聞ラジオ・テレビ欄

### 第3回（昭和38年度）
- 企画賞：中川忠彦（NHK）
- 演出者賞（ラジオ）：田甫一郎（NHK）
- 演出者賞（テレビ）：橋本信也（TBS）
- 男性演技者賞：芦田伸介
- 女性演技者賞：大空真弓
- スポンサー賞：三共株式会社
- TRG賞：「夫婦百景」スタッフ（日本テレビ）
- サンキュー賞：東京放送劇団、ニッポン放送効果班
- 特別功労賞：吉田秀雄（電通前社長）

### 第4回（昭和39年度）
- 企画賞：大映株主総会テレビ室
- 演出者賞（テレビ部門）：八橋卓（NET）
- 演出者賞（ラジオ部門）：山口淳（NHK）
- 男性演技者賞：藤田まこと
- 女性演技者賞：中村メイコ
- 大衆芸能賞：古今亭今輔
- CM作品賞：セイコー企業CFの製作スタッフ、スズキ自動車工業CFの製作スタッフ
- スポンサー賞：近畿日本鉄道株式会社
- TRG賞：梅本重信（NHK）
- サンキュー賞：「チロリン村とクルミの木」関係者一同（劇団「やまいも」他）

### 第5回（昭和40年度）
- 企画賞：「風雪」（NHK）
- 演出者賞：久野浩平（RKB毎日）
- 演出者賞：「シルバーグレーの空間」演出グループ（ニッポン放送）
- 男性演技者賞：今福正雄
- 女性演技者賞：南田洋子
- 大衆芸能賞：牧伸二
- TRG賞：「おかあさん」（TBS）、「山本富士子アワー」（フジテレビ）
- CM作品賞：「アイデアル」
- サンキュー賞：「オヤカマ氏とオイソガ氏」（文化放送）

### 第6回（昭和41年度）
- 企画賞（ドラマ部門）：「日産スター劇場」（NTV）
- 企画賞（構成部門）：「日本の謎」（毎日放送）
- 演出者賞：岡山尚幹（フジテレビ）
- 男性演技者賞：長門裕之
- 女性演技者賞：小山明子
- 大衆芸能賞：「お笑い三人組」関係者（NHK）
- 特別賞：「FM名作劇場」（NHK）、「木島則夫モーニングショー」司会者トリオ（NET）
- CM作品賞：「文明堂豆劇場」（文明堂）
- サンキュー賞：「お天気ママさん」（TBS）

### 第7回（昭和42年度）
- 最優秀番組賞：「現代の映像」（NHK）
- 演出者賞（テレビ部門）：今野勉（TBS）
- 演出者賞（ラジオ部門）：田辺春夫（NHK）
- 男性演技者賞：中村錦之助
- 女性演技者賞：佐藤オリエ
- 大衆芸能賞：獅子てんや・瀬戸わんや
- CM作品賞：パイロット萬年筆株式会社
- 新人脚本賞：渡辺やえ子「町」「バラのとげ」、蕪木利代「賽の河原の鬼ン婆」

### 第8回（昭和43年度）
- 最優秀番組賞：「広島原爆三部作」（広島テレビ）
- 演出者賞（テレビ部門）：小川秀夫（フジテレビ）
- 演出者賞（ラジオ部門）：沖野瞭（NHK）
- 男性演技者賞：渥美清
- 女性演技者賞：渡辺美佐子
- 大衆芸能賞：桂米朝
- CM作品賞：「トヨタカローラ」（トヨタ自動車販売）
- 新人脚本賞：戸麻竜悟「うだでなや」

### 第9回（昭和44年度）
- 最優秀番組賞：「ひょっこりひょうたん島」（NHK）、「私の昭和史」（東京12チャンネル）
- 演出者賞（テレビ部門）：「ポーラ名作劇場」演出者グループ（NET）
- 演出者賞（ラジオ部門）：香西久（NHK）
- 男性演技者賞：川崎敬三
- 女性演技者賞：栗原小巻
- 大衆芸能賞：一竜斉貞鳳
- CM作品賞：「純生は生きている」（サントリー株式会社）

### 第10回（昭和45年度）
- 優秀番組賞：「題名のない音楽会」（NET）、「朱鷺の墓」（NHK）
- 演出者賞：柳下英彦（東海ラジオ放送）
- 男性演技者賞：金田龍之介、高橋幸治
- 女性演技者賞：森光子
- 大衆芸能賞：コロムビア・トップ・ライト
- 大衆芸能賞：西条凡児
- CM作品賞：「カルピス（こどもシリーズCF）」カルピス食品工業株式会社

### 第11回（昭和46年度）
- 優秀番組賞：「人間の歌シリーズ」（木下恵介プロダクション・TBS放映）、「Ｕボートの遺書」（NHK）
- 演出者賞（テレビ部門）：末盛憲彦（NHK）
- 演出者賞（ラジオ部門）：鈴木久尋（文化放送）
- 男性演技者賞：堺正章
- 女性演技者賞：十朱幸代
- 大衆芸能賞（演芸部門）：東京落語会（NHK）
- 大衆芸能賞（ショー部門）：糸居五郎（ニッポン放送）
- CM作品賞：ハウスジャワカレー（ハウス食品工業株式会社）

### 第12回（昭和47年度）
- 優秀番組賞：「日本史探訪」（NHK）、「みなしごハッチ」（竜の子プロダクション）
- 演出者賞（テレビ部門）：瀬木宏康（MBS）
- 演出者賞（ラジオ部門）：竹内日出男（NHK）
- 男性演技者賞：児玉清
- 女性演技者賞：小川真由美
- 大衆芸能賞（演芸部門）：笑福亭仁鶴
- 大衆芸能賞（ショー部門）：三波伸介
- CM作品賞：「新グロモント」中外製薬株式会社
- 特別賞：宮田輝（NHK）

### 第13回（昭和48年度）
- 優秀番組賞：「赤ひげ」（NHK）
- 演出者賞：石橋冠（NTV）
- 男性演技者賞：萩原健一
- 女性演技者賞：松坂慶子
- 大衆芸能賞（演芸部門）：ミヤコ蝶々
- 大衆芸能賞（ショウ部門）：ザ・ドリフターズ
- CM作品賞：「ソニー・トリニトロンカラーテレビ」（自然シリーズ「サワガニの親子」「タコの赤ちゃん」）ソニー株式会社
- 特別賞：柴田忠夫（JOLF）
- 番組特別賞：「レオナルド・ダ・ビンチの生涯」（イタリアRAI・TV）

### 第14回（昭和49年度）
- 優秀番組賞：「それぞれの秋」（木下恵介プロダクション制作　東京放送放映）、「けったいな人々」（NHK）、「新八犬伝」（NHK）、「つくし誰の子」（日本テレビ）、「五木寛之シリーズ」（文化放送）、「天皇の世紀」（朝日放送）、「スポットライト」（NHK）、「海外取材番組・文明と食生活」（NHK）、「ヤングおー!おー!」（毎日放送）
- 演出者賞：井上靖央
- 男性演技者賞：高橋英樹
- 女性演技者賞：高森和子
- 大衆芸能賞（演芸部門）：月の家円鏡
- 大衆芸能賞（ショー部門）：愛川欽也
- CM作品賞：ミノルタSR・Tスーパー（愛川欽也・研ナオコ）ミノルタカメラ株式会社

## 参考資料
- 日本放送作家協会のウェブページからダウンロードできる第1回から第14回まで[3]の「日本放送作家協会賞」パンフレット。